# Chacé
Chacé és un municipi francès situat al departament de Maine i Loira i a la regió de País del Loira. L'any 2007 tenia 1.239 habitants.

## Demografia

### Població
El 2007 la població de fet de Chacé era de 1.239 persones. Hi havia 501 famílies de les quals 131 eren unipersonals (44 homes vivint sols i 87 dones vivint soles), 179 parelles sense fills, 179 parelles amb fills i 12 famílies monoparentals amb fills.
La població ha evolucionat segons el següent gràfic:
Habitants censats

### Habitatges
El 2007 hi havia 544 habitatges, 509 eren l'habitatge principal de la família, 6 eren segones residències i 29 estaven desocupats. 483 eren cases i 57 eren apartaments. Dels 509 habitatges principals, 323 estaven ocupats pels seus propietaris, 181 estaven llogats i ocupats pels llogaters i 5 estaven cedits a títol gratuït; 4 tenien una cambra, 33 en tenien dues, 59 en tenien tres, 155 en tenien quatre i 258 en tenien cinc o més. 400 habitatges disposaven pel capbaix d'una plaça de pàrquing. A 242 habitatges hi havia un automòbil i a 219 n'hi havia dos o més.

### Piràmide de població
La piràmide de població per edats i sexe el 2009 era:
| Homes | Edats   | Dones |
| ----- | ------- | ----- |
| 0     | 95 o +  | 0     |
| 0     | 90 a 94 | 4     |
| 0     | 85 a 89 | 4     |
| 4     | 80 a 84 | 0     |
| 16    | 75 a 79 | 28    |
| 32    | 70 a 74 | 28    |
| 32    | 65 a 69 | 36    |
| 16    | 60 a 64 | 36    |
| 24    | 55 a 59 | 28    |
| 56    | 50 a 54 | 28    |
| 52    | 45 a 49 | 68    |
| 40    | 40 a 44 | 52    |
| 64    | 35 a 39 | 52    |
| 36    | 30 a 34 | 56    |
| 36    | 25 a 29 | 24    |
| 40    | 20 a 24 | 48    |
| 52    | 15 a 19 | 48    |
| 44    | 10 a 14 | 36    |
| 44    | 5 a 9   | 40    |
| 48    | 0 a 4   | 36    |

## Economia
El 2007 la població en edat de treballar era de 816 persones, 581 eren actives i 235 eren inactives. De les 581 persones actives 517 estaven ocupades (284 homes i 233 dones) i 65 estaven aturades (23 homes i 42 dones). De les 235 persones inactives 87 estaven jubilades, 64 estaven estudiant i 84 estaven classificades com a «altres inactius».

### Ingressos
El 2009 a Chacé hi havia 511 unitats fiscals que integraven 1.285 persones, la mediana anual d'ingressos fiscals per persona era de 15.861 €.

### Activitats econòmiques
Dels 50 establiments que hi havia el 2007, 4 eren d'empreses alimentàries, 1 d'una empresa de fabricació de material elèctric, 7 d'empreses de fabricació d'altres productes industrials, 6 d'empreses de construcció, 6 d'empreses de comerç i reparació d'automòbils, 5 d'empreses de transport, 2 d'empreses d'hostatgeria i restauració, 2 d'empreses financeres, 2 d'empreses immobiliàries, 2 d'empreses de serveis, 11 d'entitats de l'administració pública i 2 d'empreses classificades com a «altres activitats de serveis».
Dels 11 establiments de servei als particulars que hi havia el 2009, 3 eren tallers de reparació d'automòbils i de material agrícola, 3 paletes, 1 fusteria, 1 lampisteria, 1 electricista i 2 perruqueries.
Dels 2 establiments comercials que hi havia el 2009, 1 era una botiga de més de 120 m² i 1 una fleca.
L'any 2000 a Chacé hi havia 15 explotacions agrícoles que ocupaven un total de 220 hectàrees.

## Equipaments sanitaris i escolars
El 2009 hi havia una escola elemental.

## Poblacions més properes
El següent diagrama mostra les poblacions més properes.